# Coolidge Dam
Coolidge Dam eller Coolidge-dæmningen er en dæmning bygget til et kunstvandingsprojekt på floden Gila i Arizona, USA. Den er opkaldt efter præsident Calvin Coolidge, og blev bygget i årene 1924-28, og blev indviet i 1930. Den ligger ved byen Globe i den sydlige del af Gila County, omtrent midt i delstaten. Dæmningen er 76 meter høj og 180 meter lang.
Dæmningen opstemmer San Carlos Lake, som sjældent er fyldt på nær i stærkt nedbørrige perioder.